# Хенри Дрейпър
Хенри Дрейпър (на английски: Henry Draper) е американски лекар и любител-астроном, пионер на астрофотографията.

## Биография
Роден е на 7 март 1837 г. в щата Вирджиния, САЩ. Негови родители са лекар-емигрант от Англия и дъщерята на личния лекар на бразилския император Педро I. На 2-годишна възраст семейството му се премества в Ню Йорк, където израства и получава своето образование. През 1858 г. завършва Департамента по медицина на Университета на Ню Йорк, откъдето се дипломира с отличие. Дрейпър приключва образованието си година по-рано, но получава диплома след навършване на необходимата възраст. Докато чака това да стане, пътува из чужбина с брат си, където продължава да учи.
След дипломирането си работи година и половина в болница. Впоследствие е преподавател из различните департаменти на Университета на Ню Йорк. През 1860 година е избран за професор по природни науки. Шест години по-късно става професор по физиология и декан на департамента по медицина. През 1882 г. поема поста на професор по химия, наследявайки починалия си баща. Изкарва академичната година на тази позиция, след което напуска университета.
Умира на 20 ноември 1882 г. на 45-годишна възраст.

## Признание
В негова памет е учреден медалът „Хенри Дрейпър“, който се връчва от Националната академия на науките на САЩ.

## Избрана библиография
- The Changes of Blood-Cells in the Spleen, дисертация, 1858.
- A Text-Book on Chemistry, ревизия от 1866 г. на текста на баща му от 1846 г.
- Are there other inhabited worlds?, 1866.
- Delusions of Medicine, Charms, talismans, amulets, astrology, and mesmerism, 1873.
- The Discovery of Oxygen in the Sun by Photography, 1877.